# Gläserne Rolltreppe
Der Begriff Gläserne Rolltreppe (engl. glass escalator)  bezeichnet eine Metapher für das Phänomen, dass viele Männer, die in klassischen Frauenberufen (Krankenpfleger, Lehrer, Bibliothekare, Sozialarbeiter) arbeiten, gegenüber Frauen beim objektiven Karriereerfolg Vorteile haben – also schneller in der Hierarchie aufsteigen, oder rascher mehr Geld verdienen.
Die „Rolltreppe“ ist deswegen „gläsern“, weil sie – genau wie die „gläserne Decke“ oder die „gläserne Klippe“ – auch für die Beteiligten nicht sichtbar ist. Die „Rolltreppe“ soll bezeichnen, dass  Männer hinaufbefördert werden, ob sie es wollen oder nicht.
Das Phänomen legt zwei Dinge nahe: einerseits, dass in „Pink Collar Jobs“ Frauen benachteiligt werden. Sie werden bei Beförderungen öfters übergangen und verdienen weniger Geld. Andererseits werden Männer gleichzeitig bevorteilt als auch benachteiligt. Sie verdienen zwar (schneller) mehr und werden schneller befördert, allerdings nimmt man ihnen damit auch die Möglichkeit das, was sie eigentlich machen wollen, auch machen zu können. Als Beispiel dient hier der Kindergartenpädagoge, dem immer mehr Managementaufgaben übertragen werden, bis er  seiner eigentlichen Berufung – sich um Kinder zu kümmern – nicht mehr nachkommen kann.
Obwohl die „Entdeckerin“ der gläsernen Rolltreppe selbst dazu aufgerufen hat, das Phänomen zu überdenken, weil sowohl neoliberale Veränderungen in der Arbeitswelt als auch neue berufsspezifische Präferenzen die Vorzeichen geändert hätten, gibt es Indizien, dass es immer noch existiert. Der hinter der Metapher steckende Ansatz wurde wegen der mangelnden Berücksichtigung von Intersektionalität kritisiert.

## Mögliche Gründe
Die wichtigste Erklärung sind wohl Geschlechtsrollenstereotype. Während „Management“ und „Führung“ als „typisch männlich“ gesehen wird, gelten die Tätigkeiten in Frauenberufen als „typisch weiblich“. Also passen Männer in weiblichen Professionen vermeintlich besser in Führungspositionen. Darüber hinaus legt die „spillover theory“ nahe, dass die grundsätzliche Aufteilung des sozialen Raumes in eine „öffentliche Sphäre“, die männlich besetzt ist, und eine „private“ Sphäre, die „weiblich“ besetzt ist, dazu führt, dass Frauen entweder Durchsetzungsfähigkeit abgesprochen wird, oder dass sie Frauen als negativ ausgelegt werden (double-bind).
Dazu kommen Selbstselektionen am Arbeitsmarkt, denen Bildungsentscheidungen und Karriereaspirationen vorangehen: Frauen, die in Männerberufen arbeiten, sind empirisch stärker karriereorientiert, während weniger ambitionierte Frauen von Berufen angezogen werden, die Teilzeit oder flexible Arbeitsformen ermöglichen. Darüber hinaus wird vermutet, dass Männer, die in Frauenberufen arbeiten, Angst vor einer weiteren kulturellen Abwertung hegen und sich daher besonders stark anstrengen um nicht als „unmännlich“ zu gelten. Da es meistens überhaupt weniger Managementpositionen in Frauenberufen gibt bleiben Frauen leichter im Kampf um die knappen Plätze zurück.
Wichtig ist, dass nicht nur Männer Männer hinaufbefördern: Auch Frauen bevorteilen Männer in Frauenberufen. Der Status als Token, der bei Frauen in Männerberufen einen Nachteil darstellt, funktioniert bei Männern in Frauenberufen also als Vorteil.